# Wręczenie srebrników Judaszowi
Wręczenie srebrników Judaszowi – fresk autorstwa Giotto di Bondone namalowany około 1305 dla kaplicy Scrovegnich w Padwie.
Jeden z 40 fresków namalowanych przez Giotta w kaplicy Scrovegnich należący do cyklu scen przedstawiających życie Joachima i Anny, rodziców Marii oraz Chrystusa.

Epizod zdrady Judasza został opisany we wszystkich Ewangeliach synoptycznych. Fakt wysokości nagrody (30 srebrników) za zdradę ujawnia jedynie Mateusz: 

Wtedy jeden z Dwunastu, imieniem Judasz Iskariota, udał się do arcykapłanów i rzekł: „Co chcecie mi dać, a ja wam Go wydam”. A oni wyznaczyli mu trzydzieści srebrników (Mt. 26 14-15).

 Giotto posiłkuje się również relacją Łukasza: 

Wtedy szatan wszedł w Judasza, zwanego Iskariotą, który był jednym z Dwunastu. Poszedł więc i umówił się z arcykapłanami i dowódcami straży, jak ma im Go wydać. Ucieszyli się i ułożyli się z nim, że dadzą mu pieniądze. On zgodził się i szukał sposobności, żeby im Go wydać bez wiedzy tłumu (Łk 22 3-6).

Na fresku artysta umieszcza cztery postacie. Po lewej stronie Judasz dogaduje się z Kajfaszem. W lewej ręce trzyma sakiewkę z pieniędzmi. Za jego plecami znajduje się wyimaginowana postać diabła, namawiającego Judasza do zdrady. Szatan ma postać kudłatego stwora, ze skrzydłami, cienkimi nogami i z karykaturalnym profilem zdrajcy. Kapłan w czerwonej szacie wykonuje gesty świadczące o zawarciu porozumienia. Po prawej stronie dwaj inni kapłani rozmawiają o zdradzie Judasza. Za ich plecami widać budowlę, która miała symbolizować wejście do siedziby Sanhedrynu, przed którą miało dokonać się spotkanie z kapłanami.